# Pseudomirufens curtifuniculus
Pseudomirufens curtifuniculus is een vliesvleugelig insect uit de familie Trichogrammatidae. De wetenschappelijke naam is voor het eerst geldig gepubliceerd in 1998 door Lou & Yuan.